# Yvan Varco
Yvan Varco est un acteur et dramaturge français.

## Biographie
De son vrai nom Yves Zabawny, Yvan Varco commence sa carrière à la fin des années 1960. Il joue au théâtre aux côtés entre autres de Jacqueline Maillan dans Féfé de Broadway et Lily et Lily. À la télévision, il tourne notamment pour Yannick Andréi, Claude Grinberg et Nina Companeez.
Il dirige le théâtre des Mathurins à Paris de 2006 à 2010, puis co-dirige le studio Hébertot de mai 2015 à juin 2016.

## Théâtre

### En tant qu'acteur
- 1977 : Féfé de Broadway de Jean Poiret, mise en scène Pierre Mondy, théâtre des Variétés
- 1982 : L'Alouette de Jean Anouilh, mise en scène Mario Franceschi, théâtre de la Madeleine
- 1982 : La Dixième de Beethoven de Peter Ustinov, mise en scène Philippe Rondest, théâtre de la Madeleine
- 1982 : Sodome et Gomorrhe de Jean Giraudoux, mise en scène de Jean-François Prévand, théâtre de la Madeleine
- 1982 : Je l'aimais trop de Jean Guitton, mise en scène Michel Roux
- 1985 : Lily et Lily de Barillet et Gredy, mise en scène de Pierre Mondy, théâtre Antoine
- 1993 : Atout Cœur de Maurice Germain, mise en scène de Philippe Rondest, théâtre de la Madeleine
- 2016 : Pompon Voltaire de et avec Yvan Varco et Anne Deleuze, festival d'Avignon puis studio Hébertot
- 2024 : Oblomov de LM Formentin, mise en scène par Jacques Connort, produite par La Compagnie Chapelon, avec Alexandre Chapelon, festival d'Avignon
- 2025 : Oblomov de LM Formentin, mise en scène par Jacques Connort, produite par La Compagnie Chapelon, avec Alexandre Chapelon, au théâtre Essaïon (Paris)

### En tant que dramaturge
- 1980 : Les Rois de la communale d'Yvan Varco, mise en scène Jean-Luc Moreau, Cour des miracles

## Filmographie

### Cinéma
- 1969 : Bye bye, Barbara de Michel Deville : l'homme à la 204
- 1969 : Aux frais de la princesse de Roland Quignon : Walter
- 1970 : Le Gendarme en balade de Jean Girault : un jeune gendarme
- 1972 : Tout le monde il est beau, tout le monde il est gentil de Jean Yanne : le curé moderne
- 1973 : Moi y'en a vouloir des sous de Jean Yanne : Kervoline
- 1976 : Silence... on tourne ! de Roger Coggio
- 1984 : Les Brésiliennes du bois de Boulogne de Robert Thomas : Rick
- 2001 : Gamer de Patrick Levy : Pierre

### Télévision
- 1971 : La Dame de Monsoreau de Yannick Andréi : Maugiron
- 1974 : L'Hiver d'un gentilhomme de Yannick Andréi : le chevalier d'Urtis
- 1975 : Les Compagnons d'Eleusis de Claude Grinberg : Hervé Lafaurie
- 1977 : D'Artagnan amoureux de Yannick Andréi : Gilles Ménage
- 1977 : Rendez-vous en noir de Claude Grinberg
- 1980 : La Châtaigneraie de Marion Sarraut : Bernard
- 1987 : Bonjour maître de Denys de La Patellière : Gérard Kissidjan
- 1998 : H : le directeur de la Croix-Rouge des Yvelines
- 2001 : Un pique-nique chez Osiris de Nina Companeez : Saint-Amand
- 2007 : Voici venir l'orage... de Nina Companeez : Victor Lifchitz

## Distinctions
- Officier de l'ordre des Arts et des Lettres (10 février 2016)[1].